# Audi S6 Plus

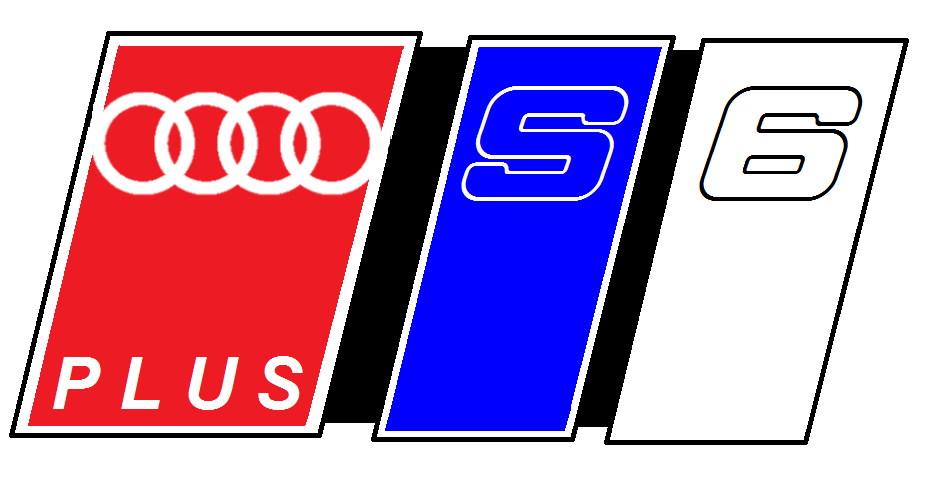
Audi S6 plus Emblem. Im Gegensatz zum Audi S6, ist das S blau hinterlegt sowie der Schriftzug PLUS unter den Audi-Ringen zu finden.

Der S6 Plus  ist das erste eigenständige Fahrzeug der Quattro GmbH, die als Tochterunternehmen der Audi AG Modifizierungen an Audi Fahrzeugen vornahm und bei aktuellen Modellen auch noch vornimmt. Der S6 Plus basiert zu großen Teilen auf dem Modell Audi S6 C4 4.2.

## Geschichte
Mit diesem Fahrzeug begann Audis Tochterunternehmen Quattro GmbH selbst mit der Fertigung von Fahrzeugen und übernahm später die Produktion der „RS“- und „R“- Reihen wie RS4; RS6 bis hin zum R8. Werksintern wurde er als Q1 (Q für quattro GmbH) geführt und so bezeichnet. Er hat traditionell den permanenten Allradantrieb quattro. Ab April 1996 konnte er bestellt werden und ausgeliefert wurde er ab Juni 1996. Der Preis betrug damals 116.300 Mark für die Limousine und 120.500 Mark für den Avant.
Insgesamt wurden 97 Limousinen und 855 Avants gebaut. Mit 1. Januar 2024 waren noch 18 Limousinen und 134 Avant in Deutschland zugelassen.

## Design

### Ausstattung
Die Serienausstattung in Deutschland entsprach der eines normalen Audi S6 ab Modelljahr 1996. Im Wesentlichen handelte es sich um eine Vollausstattung; es gab einige länderspezifische Unterschiede. Für Extras stand das komplette Audi A6/S6-Ausstattungsprogramm zur Verfügung.

### Exterieur

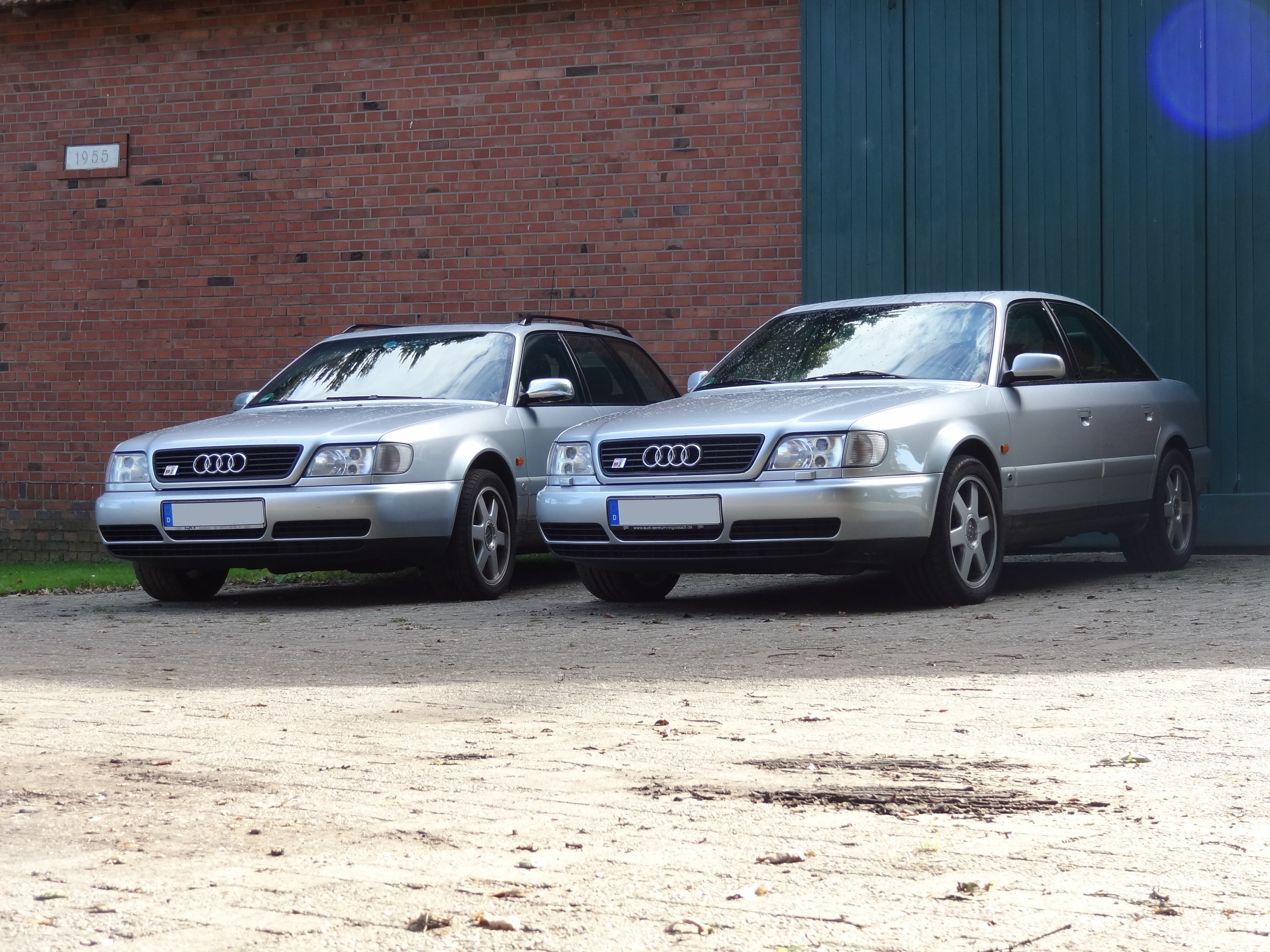
S6 Plus Limousine und Avant in Alusilber Metallic

Der S6 Plus ist an einigen Details vom normalen S6 zu unterscheiden:
- breitere Reifen-Räder-Kombination (Räder mit exklusiven 6 Speichen 8 J x 17 mit 255/40ZR17-Reifen) zusammen mit einem Sportfahrwerk mit 20 mm tieferer Karosserie.
- Alle Chromteile sind schwarz eloxiert, wie Fensterschacht- und Dachzierleisten (inkl. Dachreling beim Avant) und der Kühlergrillrahmen.
- S6-Plus-Emblem im Kühlergrill rechts und auf dem Heckdeckel links.
- 16-Zoll-Bremsanlage (Zweikolben-Schwimmsattel) mit schwarz lackierten Bremssätteln vorne (323 mm).
- Beim Avant wurde eine größere Abrisskante an der Dachkante mit integrierter dritter Bremsleuchte eingebaut.
- Der S6 Plus wurde in zwei exklusiv reservierten Außenfarben (nogaroblau Perleffekt oder misanorot Perleffekt) angeboten. Optional waren auch andere Farben möglich.

### Interieur

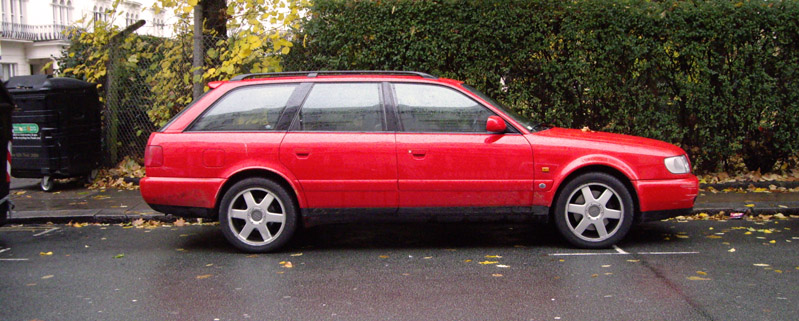
Seitenansicht

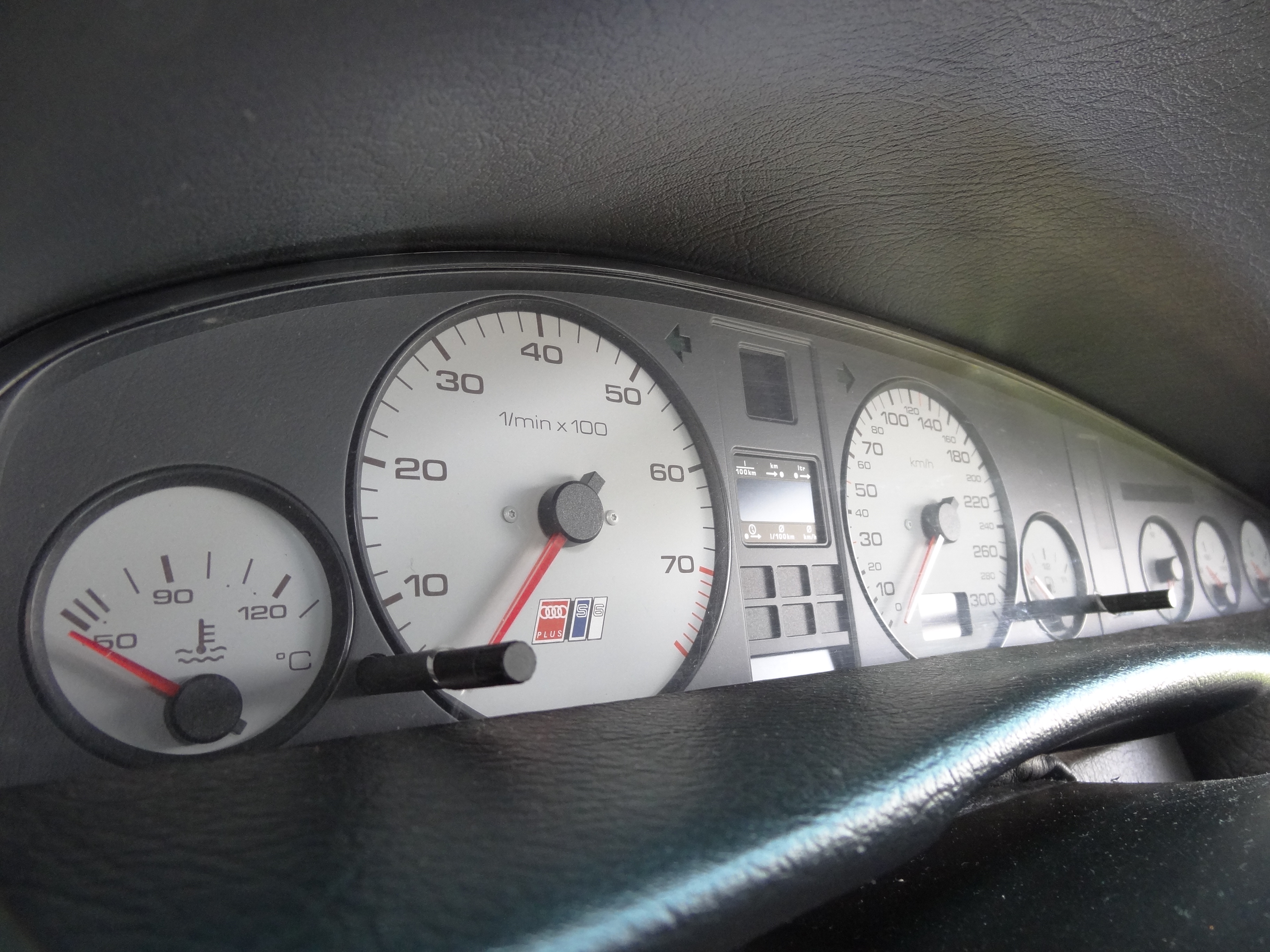
Besonderheit im S6 Plus: Tachoblatt bis 300 km/h

Das Design des Innenraums entspricht großenteils dem des Audi S6. Unterschiede sind die Sportsitze mit den Bezugskombinationen Leder/Alcantara (Alcantara in nogaroblau, silbergrau oder anthrazit) oder Naturleder in der Farbe anthrazit, das Kombiinstrumt mit Tacho bis 300 km/h und Zifferblätter in den Farben schwarz, grau-weiß oder blau sowie schwarzen Ringen um die Instrumente und einem S6-Plus-Emblem sowie schwarz eloxierte Innenbetätigungen der Türen und Handbremshebel im exklusiven Design, ein 3-Speichen-Sportlenkrad mit S6 Plus-Emblem und ein Dachhimmel in anthrazit.

### Zusatzausstattungen der quattro-GmbH
Gegen Aufpreis gab es folgende Ausstattungen durch die quattro-GmbH:
- beheiztes Multifunktionslenkrad
- erweitertes Lichtpaket
- Aluzierleisten
- Lederausstattung in anderen Farben
- Elektrischer Memory Beifahrersitz
- Solarschiebedach
- Park Distance Control hinten
- Navigationsgerät von Blaupunkt
- abblendbare Außen- und Innenspiegel
- Sitze mit elektrischer Lordosen- und Kopfstütze
- Standheizung mit Timer und Funkfernbedienung
- Armaturenbrett und alle sonstigen großflächigen Kunststoffteile in Wagenfarbe lackiert
- Türverkleidungen, Mittelkonsole, Unterseite des Armaturenbretts, untere Teile der Säulenverkleidungen und die Rückseite der Frontsitze mit Leder bezogen
- Ledersitztaschen im Fond
- Dachhimmel mit Alcantara bezogen
- Fahrzeugteppich und Fußmatten in Wagenfarbe

## Technik

### Motor

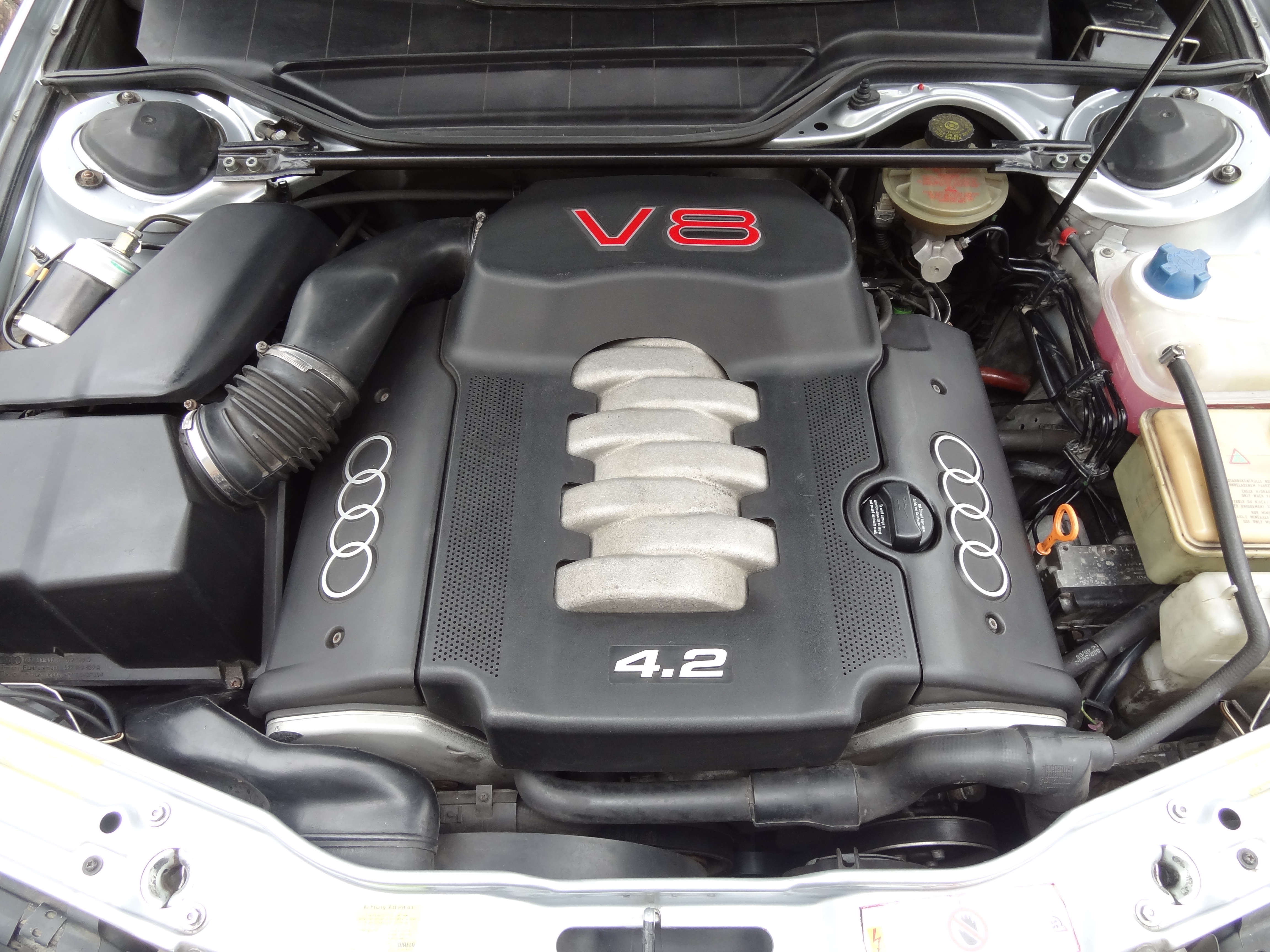
Motorraum S6 Plus

Der S6 Plus wurde ausschließlich mit einem 4,2-Liter-V8-Motor gebaut. Der Motor basiert auf dem des Audi S6; er wurde durch Motortuning auf eine Leistung von 240 kW (326 PS) gebracht. Das Drehmoment von 400 Newtonmetern blieb zum S6 gleich, lag nun aber bereits bei 3500, statt 4000/min an.
Das Verdichtungsverhältnis wurde von 10,6 auf 11,6:1 erhöht. Der größere Ventilhub für die Einlassventile (11,6 statt 10,1 mm) und die größere Ventilüberschneidung waren kombiniert mit leichteren Ventilen (Ventilschaftdurchmesser auf sechs Millimeter reduziert) und den bei Audi-Motoren bis 1976 üblichen mechanischen Stößeln ohne automatischen Ventilspielausgleich auf der Einlass-Seite für höhere Drehzahlfestigkeit. Lediglich auf der Auslass-Seite blieb Audi bei den Hydrostößeln. Weiter gab es schärfere Öffnungszeiten (Kurbelwinkel 220 statt 205°), ein Schaltsaugrohr, eine höhere Maximaldrehzahl von 6960/min statt 6.500 und statt einem Alu-Schwingungstilger an der Kurbelwelle einen solchen aus Grauguss. Da sich die Anzahl der Hydrostößel halbiert hatte, reichte gegenüber dem 4,2-Liter-Motor im S6 eine kleinere Ölpumpe aus.
Hinzu kamen eine andere Motorverkleidung, das Schaltsaugrohr sowie jeweils ein zusätzlicher Ölkühler für Getriebe und Motor. Die Motorelektronik wurde angepasst (höhere Drehzahl und Schaltsaugrohr). Der Vierventil-Motor des S6 Plus nahm schon viele Neuerungen des kommenden Fünfventiler-V8 vorweg. Ein Indiz hierfür sind die vielen baugleichen Teile des folgenden S8.

### Antrieb
Die Kupplung ist eine Einscheiben-Trockenkupplung mit Einmassen-Schwungrad. Das handgeschaltete 6-Gang-Getriebe ist ab dem dritten Gang kürzer übersetzt als beim Audi S6. Der S6 Plus wurde serienmäßig und ausschließlich mit dem Allradantrieb quattro mit selbstsperrendem Torsen-Mittendifferential angeboten. Außerdem hat er serienmäßig eine elektronische Differenzialsperre (EDS). Die Höchstgeschwindigkeit ist Serie auf 250 km/h begrenzt. Tests des Schweizer Tuningunternehmens tots-parts haben dagegen ergeben, dass das Motorsteuergerät erst bei tatsächlichen 265 km/h und 400 1/min vor Höchstdrehzahl abregelt. Der Motor hätte dabei noch Potential für mehr Geschwindigkeit.

### Fahrwerk
Die Vorderachse mit negativem Lenkrollradius besteht aus MacPherson-Federbeinen mit Querlenkern unten, radführendem Querstabilisator und einer wartungsfreien Zahnstangenlenkung mit Servounterstützung. Die Hinterachse bilden Viergelenk-Trapezlenker mit Federbeinen, Querlenkern und Stabilisator. Das Bremssystem ist ein Diagonal-Zweikreissystem mit ABS/EBV sowie innenbelüfteten Scheibenbremsen vorne und hinten.

### Technische Daten
|                                                    | Limousine                                          | Avant                                              |
| -------------------------------------------------- | -------------------------------------------------- | -------------------------------------------------- |
| Bauzeitraum                                        | 1996–1997                                          | 1996–1997                                          |
| Motorart                                           | Ottomotor                                          | Ottomotor                                          |
| Motor- / Getriebekennbuchstabe                     | AHK / DGU                                          | AHK / DGU                                          |
| Motorbauart                                        | V8                                                 | V8                                                 |
| Einspritzung                                       | Motronic Einspritzanlage                           | Motronic Einspritzanlage                           |
| Zündung                                            | Einzelzündspulen mit zwei Endstufen                | Einzelzündspulen mit zwei Endstufen                |
| Hubraum                                            | 4172 cm³                                           | 4172 cm³                                           |
| Zylinder/Ventile                                   | 8/32                                               | 8/32                                               |
| Verdichtung                                        | 11,6:1                                             | 11,6:1                                             |
| max. Leistung bei min−1                            | 240 kW (326 PS)/6500                               | 240 kW (326 PS)/6500                               |
| max. Drehmoment bei min−1                          | 400 Nm/3500                                        | 400 Nm/3500                                        |
| Antriebsart, serienmäßig                           | Allradantrieb                                      | Allradantrieb                                      |
| Getriebeart, serienmäßig                           | 6-Gang-Schaltgetriebe                              | 6-Gang-Schaltgetriebe                              |
| Höchstdrehzahl im 6. Gang bei min−1                | 6960                                               | 6960                                               |
| Beschleunigung, 0–100 km/h                         | 5,6 s                                              | 5,7 s                                              |
| Höchstgeschwindigkeit                              | 250 km/h (abgeregelt, Werksangabe) 265 km/h (real) | 250 km/h (abgeregelt, Werksangabe) 265 km/h (real) |
| Kraftstoffart                                      | bleifrei Super, 98/95 ROZ                          | bleifrei Super, 98/95 ROZ                          |
| Verbrauch bei 90/120 km/h/im Stadtzyklus, l/100 km | 8,9 / 10,9 / 18,7                                  | 9,1 / 11,2 / 18,7                                  |
| CO2-Massenemission nach 93/116/EG                  | 357 g/100 km                                       | 357 g/100 km                                       |